# قلعة محطة الاتصالات (الترسيس)
 قلعة محطة الاتصالات (الترسيس)، هي عبارة عن مبنى خاص بالاتصالات السلكية واللاسلكية بعيدة المدى، وتقع في المدينة المنورة، وهي إحدى المشاريع المتفرعة عن مشروع سكة الحديد الحجازية التي أقامها السلطان العثماني عبدالحميد الثاني.

## الموقع
سمي موقع القلعة قديماً منطقة خارج باب الشامي، وتعرف منطقة القلعة حديثًا بـ (منطقة العيون)؛ لأنها تقع في شارع العيون على الجهة اليمنى من السالك لشارع العيون الرئيسي والمتجه إلى شمال المدينة المنورة. وتبعد قلعة الاتصالات عن القلعة السلطانية قرابة 1000 متر، وتبعد عن قلعة المستراح 750 متر تقريبًا. «وينحصر مبنى محطة اللاسلكي بين الإحداثيين الإفقيين رقم 2707600 ورقم 2708200 في حين ينحصر رأسياً بين الإحداثيين رقم 561300 ورقم 561600».

## لمحة تاريخية

### التسمية
"وقد كان يطلق على مبنى الاتصالات السلكية واللاسلكية في عهد الدولة العثمانية بـ (الترسيس) وكلمة (الترسيس) كلمة تركية "تعني بدون سلك" أي لاسلكي حيث إن كلمة تيل تعني "سلك" وسيس تعني "لايوجد".

### البداية
عندما شرع السلطان عبدالحميد الثاني في تنفيذ مشروع سكة حديد الحجاز أو ما يعرف بـ خط حديد الحجاز كان هناك مشروعات أخرى تفرعت عنه في المدينة المنورة، ومنها: (مبنى المحطة الرئيسي«الاتصيون»، مسجد المحطة «مسجد السلطان عبد الحميد أو مسجد العنبرية»، ومباني المرافق مثل: مباني المستودعات، ومباني الصيانة، وسكن ناظر المحطة وغيرها)، كما كان من بين المشاريع الفرعية (مشروع محطة الاتصالات «الترسيس»).
رأى السلطان عبد الحميد الثاني ضرورة ربط المدن الرئيسية والمقدسة بشبكة من الاتصالات؛ حتى يسهل ربط المدن ببعضها وبالتالي يسهل إرسال واستقبال الرسائل والتعليمات بين تلك المدن، وعليه فقد وصلت إلى المدينة المنورة بعثة من الفنيين الأتراك والألمان؛ لمسح المنطقة واختيار أرض المشروع ووضع المخططات، وبدء عملية البناء والتشييد، فأقيم حولها سور كبير، تم وصله فيما بعد بسور طويل يمتد من الشمال إلى الجنوب حتى يصل إلى باب القبارية أو الأبارية، ويتخلل السور ثلاثة أبواب هي: (باب الصدقة، وباب التمار، وباب الشهداء)، وجاء الهدف من بناء السور؛ لحماية المحطة من الجهة الشرقية وبالتالي تسهل الحركة بين مبنى المحطة وداخل المدينة المنورة، أما المحطة في الجهتين الأخرى فهي محمية من الغرب بجبل سلع، ومن الشمال بأبراج المحطة. وبعد بناء السور شيد مبنى الاتصالات الرئيسي بخدماته المختلفة، وتم تخصيص ساحات للمحطة ركبت فيها (الأرايل أي: أبراج الاتصالات الرئيسية). وكان ذلك عام 1318هـ/1900م. وبذلك تم تنفيذ «خط برقي تمتد أسلاكه فوق أعمدة خشبية تسير موازية لمسار خط السكة الحديد من المدينة...[حتى] دمشق» ويبلغ طول هذه الخط بين المدينة المنورة ودمشق 1320 كم. وقد استخدمت قلعة الاتصالات لنقل الرسائل والإشارات من المدينة المنورة إلى مقر الخلافة العثمانية في إسطنبول وإلى المراكز الفرعية المنتشرة في أجزاء الدولة العثمانية آنذاك.
«وقد قامت الدولة العثمانية بعمل سرداب أو ممر تحت الأرض يربط بين مبنى القلعة هذا والقلعة السلطانية في باب الشامي والتي أنشأها السلطان سليمان الأول ابن سليم الغازي الذي حكم بين عامي (927هـ-974هـ/1520هـ-1566م)، وقد ظهر جزء كبير من هذا السرداب أثناء حفر نفق المناخة متجهاً إلى شمال المدينة بالإضافة إلى سراديب أخرى منها ما يتجه إلى جهة الشرق وأخرى إلى جهة الجنوب».

### الترميم
رممت هذه المحطة في عهد الملك عبدالعزيز عند ضم الحجاز عام 1344هـ/1926م، وتم استخدامها بعد إصلاح الأجهزة والأبراج التي كانت تعد من أطول الأبراج وأعلاها في العالم في ذلك الحين.
كما رممت هذه القلعة مرة أخرى في عام 1412هـ/1992م «حين قام معالي أمين المدينة المنورة [عبد العزيز بن عبد الرحمن الحصين] وبعض المهندسين بزيارة موقع المحطة لدراسية ومدى إمكانية جعله الموقع البديل لمركز خدمات الحجاج السابق الذي كان مقره في منطقة الداوودية، فاتضح أن الموقع مناسب بعد إجراء الإصلاحات الضرورية لإعادة استخدامه استخداماً حديثاً».

## الوصف العام
تتكون القلعة من مبنى رئيس ومرافق عدة منها فناء كبير (حوش) وهو منتظم الشكل سداسي الأضلاع على شكل مستطيل مدبب الطرفين، يقدر طول ضلعيه الشرقي والغربي بـ 380 متر، ويقدر طول كل ضلع من الضلعين الماليين قرابة 126 متر، أما الضلعين الجنوبيين فيقدر طول كل منهما 136 متر.
كما تتكون القلعة من 6 أبراج تقع في زوايا القلعة؛ حتى تسهل مراقبة المنطقة المجاورة للقلعة بالإضافة إلى حماية مبنى الاتصالات الذي يقع في الوسط من الموقع العام للقلعة.
أما مدخل القلعة الرئيسي فيقع في السور الغربي، وبالنسبة لمبنى القلعة الرئيسي للاتصالات فيقع في وسط الموقع العام، والمدخل الرئيسي للمبنى يقع في الجهة الغربية، وله مدخلان فرعيان في الجهة الشرقية.
ويتكون المبنى الرئيسي من خمسة أجزاء رئيسية هي:
- الفناءان (الحوشان) الداخليان.
- الجناح الجنوبي.
- الجناح الشمالي.
- الجناح الفاصل بين الفنائين.
- الجناح الغربي (الجناح الرئيسي) [3]

## وصلات خارجية
- قلعة الترسيس